# Ugab
Ugab je sezónní řeka v severní Namibii, dlouhá přibližně 450 km. Její povodí má rozlohu 28 400 km². 
Pramení nedaleko Otavi v regionu Otjozondjupa, kde srážky dosahují až 500 mm ročně. Teče jihozápadním směrem, významnými přítoky jsou Erundu, Goangatab a Okomize. Protéká pohořím Brandberg a Namibskou pouští, kde dochází ke značné infiltraci vody. Koryto řeky tvoří hranici mezi správními regiony Erongo a Kunene. Ugab ústí do Atlantského oceánu, avšak voda se na dolním toku objevuje jen několik týdnů v roce.
Na horním toku žijí Damarové, řeka v této oblasti umožňuje zemědělství a pastevectví. Vegetaci tvoří mopan, akácie, naras bodlinatý, tabák sivý a welwitschie podivná. Bylo zde vyhlášeno chráněné území, kde žije kriticky ohrožený nosorožec dvourohý a jedno z mála stád pouštních slonů. Povodí řeky je vyhledáváno turisty díky bizarním skalním útvarům, z nichž nejznámější je Vingerklip.